# Satsuma (han)

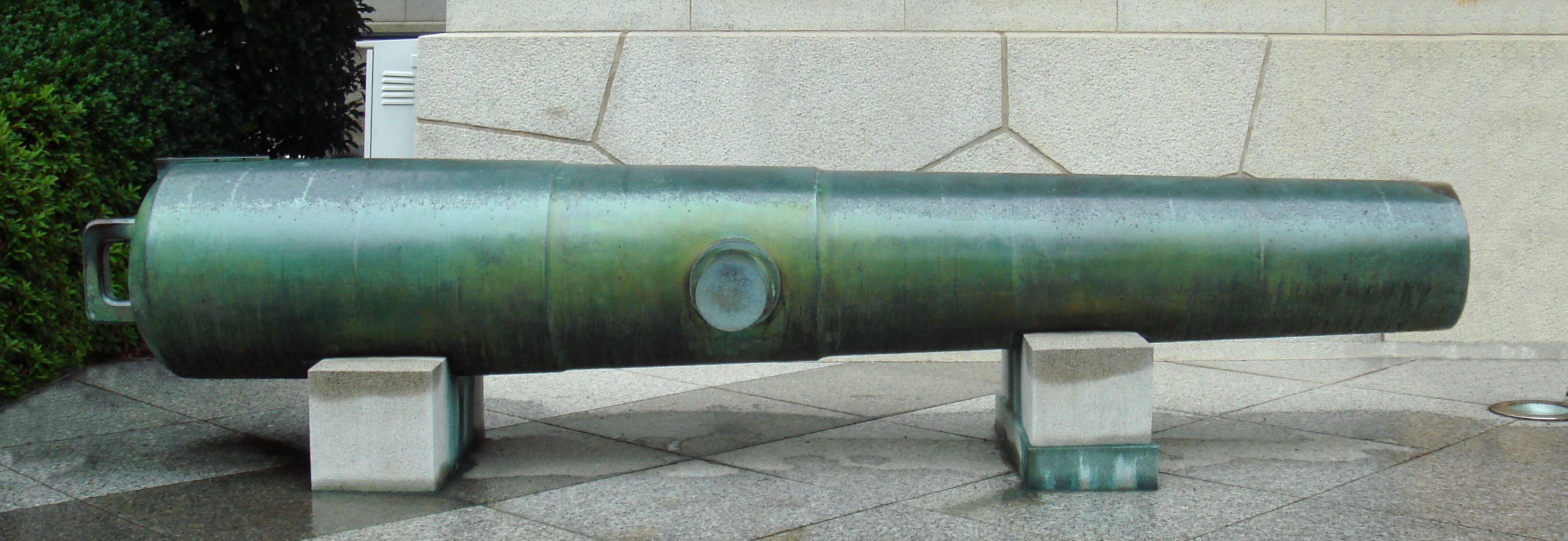
Een 150 pond zwaar Satsuma-kanon, gebouwd in 1849.

Satsuma of het Satsuma-domein (Japans: 薩摩藩, Satsuma Han) was een van de machtigste han in het Tokugawa-shogunaat van Japan. De han speelde tevens een grote rol bij de Meiji-restauratie en de hierop volgende Meijiperiode. De han stond tijdens de Edoperiode onder controle van de tozamadaimyo van de Shimazu-clan.

## Geografie
De han besloeg op zijn hoogtepunt de provincies Satsuma, Osumi, en het zuidwesten van Hyūga op het eiland Kyūshū. De han had tevens het Koninkrijk Riukiu als vazalstaat. Het gebied van de Satsuma is ongeveer vergelijkbaar met dat van de huidige prefectuur Kagoshima.

## Achtergrond
Oorspronkelijk droeg de han de naam Kagoshima. Het werd bestuurd vanuit het Kasteel Kagohisma in de gelijknamige stad. De kokudaka van de han bedroeg 777.000 koku, waarmee het de op een na rijkste han was na Kaga.
De Shimazu-clan regeerde vier eeuwen lang over de han voorafgaand aan de Edoperiode. Tegen het einde van de 16e eeuw beheerste de clan vrijwel het gehele eiland Kyūshū, totdat in 1587 Toyotomi Hideyoshi de clan terugdreef naar Satsuma. Tijdens de Slag bij Sekigahara, die een einde maakte aan de Sengoku-periode, was Satsuma een van de weinige han die zich staande kon houden tegen het leger van de shogun.
In 1609 viel de Shimazu-clan met toestemming van het shogunaat het koninkrijk Riukiu aan, en maakte dit tot een vazalstaat van Satsuma. Hiermee kreeg Satsuma ook toegang tot handel met China, wat het tot een van de machtigste han van Japan maakte. De han kreeg van het shogunaat enkele voorrechten, zoals toestemming om meer dan één kasteel binnen de han te hebben. De Shimazu-clan greep deze kans aan om de han in meerdere subregio’s onder te verdelen met elk een eigen kasteel. De Shimazu kregen tevens toestemming om de jaarlijkse reis naar Edo die elk hoofd van een han moest maken te mogen uitstellen naar een bezoek eens per twee jaar.
Satsuma stond tevens bekend als een van de strengste en meest conservatieve han van Japan. Christelijke missionarissen werden gezien als een serieuze bedreiging voor de macht van de daimyo. Het verbod op het christendom dat door het shogunaat was uitgevaardigd, werd in Satsuma extra sterk opgevolgd.
Tegen het einde van de Edoperiode, toen de macht van het shogunaat afnam en westerlingen diplomatieke banden aangingen met Japan, namen frustraties binnen Satsuma toe. De dood van een Engelsman tijdens het Namamugi-incident van 1862 leidde tot het bombardement van Kagoshima.
Aanvankelijk steunde Satsuma de Meiji-restauratie en alles wat hiermee gepaard ging. Dit veranderde echter toen Takamori Saigo zich terugtrok uit de overheid en plannen maakte voor een opstand. Hij gebruikte Kagoshima, en daarmee ook Satsuma, als thuisbasis. Deze opstand kwam bekend te staan als de Satsuma-opstand.
De han Satsuma hield officieel op te bestaan met de afschaffing van het han-systeem in 1871.

## Daimyō van Satsuma
|    | Naam                          | Periode   |
| -- | ----------------------------- | --------- |
| 1  | Shimazu Iehisa (島津家久)     | 1602-1638 |
| 2  | Shimazu Mitsuhisa (島津光久)  | 1638-1687 |
| 3  | Shimazu Tsunataka (島津綱貴)  | 1687-1704 |
| 4  | Shimazu Yoshitaka (島津吉貴)  | 1704-1721 |
| 5  | Shimazu Tsugutoyo (島津継豊)  | 1721-1746 |
| 6  | Shimazu Munenobu (島津宗信)   | 1746-1749 |
| 7  | Shimazu Shigetoshi (島津重年) | 1749-1755 |
| 8  | Shimazu Shigehide (島津重豪)  | 1755-1787 |
| 9  | Shimazu Narinobu (島津斉宣)   | 1787-1809 |
| 10 | Shimazu Narioki (島津斉興)    | 1809-1851 |
| 11 | Shimazu Nariakira (島津斉彬)  | 1851-1858 |
| 11 | Shimazu Tadayoshi (島津忠義)  | 1858-1871 |

### Andere belangrijke personen uit Satsuma
- Niiro Tadamoto
- Takamori Saigo
- Ōkubo Toshimichi
- Tōgō Heihachirō